# Gary Trousdale
Gary Trousdale (La Crescenta-Montrose, 8 giugno 1960) è un regista, doppiatore e sceneggiatore statunitense.

## Carriera
Assieme a Kirk Wise ha diretto tre film d'animazione della Walt Disney, La bella e la bestia, Il gobbo di Notre Dame e Atlantis - L'impero perduto. Ha anche diretto i corti Shrekkati per le feste e Pinguini di Madagascar in Missione Natale.

## Filmografia

### Regista
- La bella e la bestia (Beauty and the Beast) (1991)
- Il gobbo di Notre Dame (The Hunchback of Notre Dame) (1996)
- Atlantis - L'impero perduto (Atlantis: The Lost Empire) (2001)
- Pinguini di Madagascar in Missione Natale (The Madagascar Penguins in a Christmas Caper) (2005)
- Shrekkati per le feste (Shrek The Halls) (2007)

### Sceneggiatore
- Oliver & Company (1988)
- Il re leone (The Lion King) (1994)
- Atlantis - Il ritorno di Milo (Atlantis: The Lost Empire) (2003)
- Shrekkati per le feste (Shrek The Halls) (2007)

### Dipartimento artistico
- La sirenetta (The Little Mermaid) (1989)
- Bianca e Bernie nella terra dei canguri (The Rescuers Down Under) (1990)
- Madagascar (2005)

### Dipartimento animazione
- Madagascar (2005)

### Doppiatore
- Il gobbo di notre Dame (The Hunchback of Notre Dame) (1996)
- Shrekkati per le feste (Shrek The Halls) (2007)